# Huawei P30
Huawei P30 en inglés Huawei P30 Series (en sus versiones: Pro, estándar y Lite) es una serie de teléfono inteligente con plataforma Android con capa EMUI fabricados por Huawei. Presentados el 26 de marzo de 2019 en un evento en París, suceden la serie Huawei P20 de la gama P de la compañía.

## Huawei P30 Pro
El Huawei P30 Pro es la versión de alta gama de este modelo, físicamente se detalla por su pantalla curvada a los lados, su precio es el más elevado de la gama P y los materiales usados en este teléfono como sus componentes y características sobre salen en comparación a los otros modelos en la misma serie.
Características
En el Huawei P30 Pro su pantalla cuenta con tecnología Oled , está fabricado de aluminio y cristal aunque este no tiene jack de 3,5 mm para auriculares . Se puede recargar de forma inalámbrica y sirve de batería para cargar otro dispositivo. La pantalla de tamaño 6.5 in (16.5 cm) tiene una resolución de 2340x1080 full HD con relación de 19.5:9 (2.16:1) .
El cerebro se compone del procesador HiSilicon Kirin 980 con 3 CPU's; CPU 1 de Cortex A76 de 2 núcleos a velocidad de 2.60 MHz, CPU 2 de Cortex A76 de 2 núcleos a velocidad de 1.92 MHz, CPU 3 de Cortex-A55 de 4 núcleos a velocidad de 1.80 MHz.
El sistema de cámaras está a cargo de la empresa Leica , que mediante un acuerdo en febrero de 2016 se logró crear un centro de investigación conjunta entre la alemana Leica y la china Huawei, de esta forma, posiciona a Leica en el mercado de teléfonos inteligentes y Huawei vende con el respaldo de Leica, eso en gran medida porque a la hora de comprar, el público se enfoca en fotos y vídeos. 
En la parte trasera cuenta con la cámara principal de 48mpx a 27mm, f de 1.6, flash y video 4k , una cámara gran angular de 20mpx a 17mm, f de 2.2 , una cámara teleobjetivo de 8pmx con f de 3.4 que permite aumentar la capacidad de zum óptico y una cuarta cámara tipo tof que mide la profundidad de los objetos para el efecto bokeh . La cámara frontal para selfies es de 32mpx con apertura f 2.0.

## Huawei P30
Huawei P30 es similar al Huawei P30 Pro, se puede decir que el Huawei P30 Pro es un Huawei P30 con mejoras y más costoso. Su pantalla es de 6.1 in (15.45 cm) y no es curvada, tampoco tiene carga inalámbrica, no se puede usar como batería para cargar otro celular, no resiste al agua, pero sí posee para conectar auriculares. Su sistema de cámaras es similar al Huawei P30 Pro pero no posee el sensor tof que mide la distancia entre los objetos y tiene una ligera disminución en pixeles y zum. El Huawei P30 viene en las versiones de 6GB y 8GB de RAM con disco duro de 128GB de almacenamiento.

## Huawei P30 lite
Huawei P30 lite [/laɪt/] es la versión ligera y bajo costo de gama media de la serie P30. Físicamente posee un parecido al Huawei P30 , pero su estructura y sistema son muy diferentes.
Características
En el Huawei P30 lite su pantalla de IPS cuenta con tecnología LCD , está fabricado con policarbonato y cuenta con conector jack de 3,5 mm para auriculares y su cargador es USB tipo C 3.1.  La pantalla de tamaño 6.1 in (15.45 cm) tiene una resolución de 2312x1080 pixeles HD+ con relación de 19.5:9 (2.16:1) .
El cerebro se compone del procesador Kirin 710 con 1 CPU Kernel de 8 núcleos; 4 x Cortex-A73 2,2 GHz y 4 x Cortex-A53 1,7 GHz.
El sistema de cámaras es de fabricación propia. La parte trasera cuenta con triple cámara, la principal de 24mpx, f 1.8, flash y video 1080p hasta 60 fps
, una cámara gran angular de 8mpx a 17mm, f de 2.2 y una cámara 2mpx para el efecto bokeh . La cámara frontal para selfies es de 32mpx con apertura f 2.0 y 27 mm de ángulo.